# Hebeloma quercetorum
Hebeloma quercetorum är en svampart som tillhör divisionen basidiesvampar, och som beskrevs av Livio Quadraccia. Hebeloma quercetorum ingår i släktet fränskivlingar, och familjen buktryfflar. Arten är reproducerande i Sverige.